# Chemin de fer à vapeur Termonde - Puers
Pour les articles homonymes, voir BVS.
 (février 2020).
Si vous disposez d'ouvrages ou d'articles de référence ou si vous connaissez des sites web de qualité traitant du thème abordé ici, merci de compléter l'article en donnant les références utiles à sa vérifiabilité et en les liant à la section « Notes et références ».
Le "Chemin de fer à vapeur Termonde-Puers" ou Dendermonde-Puurs (en néerlandais : Stoomtrein Dendermonde-Puurs - SDP) est une association active dans la préservation du patrimoine ferroviaire belge, au sens large. Elle exploite la ligne 52, qu'elle loue à Infrabel, le gestionnaire des lignes de chemin de fer belges.
L'acronyme BVS est également utilisé et fait référence à l'ancien nom de l'association : Belgische Vrienden van de Stoomlocomotief (ce qui signifie "Amis belges de la locomotive à vapeur").

## Le train touristique

### Histoire
L'association est créée en 1977 par un groupe d'amateurs qui souhaitent sauvegarder le patrimoine ferroviaire belge et notamment ses locomotives à vapeur.
Ils acquièrent une série de voitures GCI promises au chalumeau et trouvent en 1981 chez Sobemai (un atelier de construction métallique à Maldegem dont le gérant, M. De Lille, est également passionné de patrimoine ferroviaire), une locomotive à chaudière verticale Cockerill du type IV de 1907 qu'ils commencent à restaurer sur place. En 1983, la locomotive est opérationnelle et transférée à Baasrode, la base opérationnelle de l'association.
Leur dévolu s'était porté initialement sur la ligne Ostende - Thourout, mais des difficultés techniques et financières n'ont pas permis de concrétiser le projet.
En 1985, les négociations avec la SNCB aboutissent à la mise en concession du tronçon Termonde - Puers de la ligne 52, désaffectée depuis 1980, en vue de son exploitation touristique.

### Ligne exploitée
La ligne du SDP se détache de celle exploitée par la SNCB (Ligne 53) à quelques centaines de mètres à l'est des quais de la gare de Termonde puis la longe durant un autre kilomètre avant d'obliquer vers le nord-est. 
Le dépôt se trouve à Baesrode-Nord le cœur même de l'asbl (association sans but lucratif). Elle y utilise un hangar/atelier pour y abriter (et entretenir) les plus belles pièces de leur collection.
La ligne à voie unique parcourt le "Pays de L'Escaut", en desservant les gares de Baesrode-Nord (dans la commune de Termonde), Buggenhout a/d Schelde, Sint-Amand, Oppuers, Sint-Pietersburcht et enfin Puurs (le terminus se trouve près de la gare SNCB dans la commune de Puers-Saint-Amand).

### Circulations touristiques régulières
Le train touristique circule pendant la belle saison (entre juillet et septembre) tous les dimanches en train diesel et/ou en train à vapeur.
Durant l'intersaison (entre octobre et juin), il n'y a pas de circulation touristique mais les bénévoles de l'association travaillent à l'entretien de la ligne et du matériel roulant.

### Les événements
Quelques trains spéciaux annuels sont également autant d'occasions de mettre en valeur la collection de matériel roulant de l'association.
- Le "Scheldeland In Stoom" (Pays de L'Escaut en Vapeur - Festival Vapeur) : a lieu le premier week-end de juillet.
- Le "Open Monumentendag" (Journées européennes du patrimoine) : cet événement a lieu début septembre.
- Circulations spéciales à l'occasion du festival musical Le PUKEMA / Puurs Live : cet événement a lieu à la mi-septembre.
- Les "Degustatieritten" (Train restaurant) : cet événement a lieu début novembre.
- Le "Sinterklaas Express" (Train de Saint-Nicolas) : cet événement a lieu sur deux weekends entre fin novembre & début décembre.

### Productions audiovisuelles
Comme de nombreux train touristiques, le SDP a servi de décor à plusieurs productions audiovisuelles (films, émissions, publicités, etc), notamment  Toto le Héros (sorti en 1991).

## Collections
Les collections de matériel rouant de l'association comptent en tout :
- 10 locomotives à vapeur, dont 2 en service.
- 7 locomotives diesel, dont 4 en service.
- 3 autorails, dont aucun n'est en service.
- 4 types de voitures à voyageurs (GCI, L, K1, K3), toutes en service.

Les listes suivantes ne sont pas exhaustives et devront être complétées ou actualisées au fil du temps (dernière actualisation en avril 2025) :

### Locomotives à vapeur
| Matricule (noms)                                          | Constructeur et date  | État actuel                                                        | Origine et informations techniques | Photo |
| --------------------------------------------------------- | --------------------- | ------------------------------------------------------------------ | --- | ----- |
| No 1 - Chaudière verticale de type IV no 2643             | Cockerill, 1907       | Hors service depuis 2017 (en attente d'une restauration complète). | - Locomotive de type 020T (locomotive-tender à chaudière verticale). - D'abord livrée aux Meuneries et Brasseries de Marchienne-au-Pont, elle termine sa carrière aux Ateliers Belges Réunis (site d'Enghien) en 1971. - Premier engin moteur de l'association, acquise en 1980, elle a fait l'objet d'une révision entre 1991 et 1998. - Poids : 17,7 t, vitesse maximum : 30 km/h. |       |
| No 2 - Henschel D600 no 29884 dite "Duvel"                | Henschel & Sohn, 1946 | Hors service (épave).                                              | - Locomotive de type 040T (locomotive-tender). - Construite pour le chemin de fer de l'arrondissement de Bad Hersfeld, elle termine sa carrière aux mines d'Eschweiler (Eschweiler Bergwerks-Verein) en 1970. - En 1990, l'association en fait l'acquisition, grâce entre autres à un mécénat de la brasserie Duvel Moortgat. - Elle reprend du service après trois ans de révision. Mais en 1997, une avarie au foyer la met définitivement hors service (dans l'attente des budgets nécessaires pour une éventuelle remise en service). - Poids : 66 t, vitesse maximum : 40 km/h. |       |
| No 3 - HSP no 1378 dite "Wase Kleiputter"                 | FUF HSP, 1922         | Opérationnelle                                                     | - Locomotive de type 030T (locomotive-tender). - Livrée à la briqueterie Scheerders-Van Kerchove à Saint-Nicolas (Pays de Waes), ce qui lui vaut son surnom "Wase Kleiputter" (Carrier d'argile Waeslandien en dialecte local), elle y officie jusqu'à la fin des années 1960. - Acquise par l'asbl au milieu des années 1980, sa restauration ne démarre réellement qu'en 2007, grâce à un financement de la communauté flamande. - Elle reprend du service en 2010, avec des soutes agrandies pour assurer le service touristique. - En juillet 2022, elle a fêté ses 100 ans lors du "Festival Vapeur" annuel de l'asbl. - Poids : 19 t, vitesse maximum : 30 km/h. |       |
| No 4 - Tubize no 2069 dite "HELENA"                       | Tubize, 1927          | Opérationnelle (sortie de grande révision en 2020).                | - Locomotive de type 030T (locomotive-tender). - Livrée à la Société générale métallurgique d’Hoboken (site d'Overpelt) où elle officiera jusqu'aux années 1970, avant d'être offerte à l'asbl dans les années 1980. - Elle a circulé entre 2007 et 2017 (elle fut par la suite entièrement rénovée à la suite de la chute de timbre de sa chaudière). - Longueur : 6,75 m, poids : 40 t, vitesse maximum : 45 km/h. - Timbre chaudière : 12 kg/cm2. |       |
| No 5 - Chaudière verticale de type III no 975 dite "Jojo" | Cockerill, 1875       | Hors service (en cours de restauration complète).                  | - Locomotive de type 020T (locomotive-tender). - Elle fut utilisée à la SA de "Mariemont et D'Olive" entre 1875 et 1990. - Ensuite utilisée par le "Charbonnage Patience-Beaujonc" (Glain) entre 1900 et 1993. - Après un court séjour à Kinkempois, elle rejoint le Toeristische Trein Zolder puis le Kolenspoor (via le "Limburgse Stoom Vereniging"). - Elle rejoint l'association en 2005. - Poids : 13,8 t, vitesse maximum : 30 km/h. |       |
| No 6 - HSP no 648 dite "Alice"                            | FUF HSP, 1899         | Hors service (épave).                                              | - Locomotive de type 020T (locomotive-tender). - Construite pour les "Carrières de Ligny". |       |
| No 7 - HSP no 862 dite "Taty"                             | FUF HSP, 1906         | Hors service (épave).                                              | - Locomotive de type 020T (locomotive-tender). - Elle a été construite pour les « Carrières et fours à chaux de Aisemont ». - Transféré il y a quelques années au "Camping Land uit Zee" (Pays-Bas). |       |
| No 8 - Tubize no 2334                                     | Tubize, 1948          | Hors service (épave).                                              | - Locomotive de type 030T (locomotive-tender). - Cette locomotive est très proche de la locomotive no 4 - Elle a été livrée au "Charbonnage du Levant de Flénu" (Tertre) ou elle portait le numéro 16. Elle fut utilisée jusque dans les années 1970. - Cette locomotive est restée dans un entrepôt durant une trentaine d'années (redécouverte vers 2000). - Poids : 40 t, vitesse maximum : 50 km/h. |       |
| No 9 - MF72 dit "Petit Château" (no 509)                  | Cockerill, 1859       | Hors service (épave, en attente d'une restauration complète).      | - Locomotive de type 040T (locomotive-tender). - Construite pour la Compagnie du Nord - Belge, elle y portera successivement le matricule 765 puis 615 (au sein d'une série de 23 locomotives dites "Nord fortes rampes"). - En 1926, elle est vendue au "Charbonnage de Marcinelle-Nord" (sous le matricule "Bertha no 6") avant de rejoindre en 1934 le Charbonnage de Monceau Fontaine qui l'utilise sous le matricule "MF72" jusqu'en 1965. - En 1968, elle est récupérée par la SNCB comme locomotive d'atelier (nommé Type 88 sous le matricule 88.003). - Surnom de cette locomotive : "Huy". - Cédée à l'asbl par le musée national Train World depuis 2013. - Poids : 36 t, vitesse maximum : 50 km/h. - Capacité de la soute à charbon : 1,5 t. - Capacité de la soute à eau : 4 700 L (4,7 m3). |       |
| No 10 - Chaudière verticale de type IV no 3083            | Cockerill, 1924       | Hors service (épave).                                              | - Locomotive de type 020T (locomotive-tender à chaudière verticale). - Construite pour les "Usines Boël" (La Louvière) et plus tard pour "Foucquet" (Vilvorde). - Retrouvée sur une ligne de chemin de fer touristique en Angleterre (où elle n'a jamais été restaurée), elle rejoint Baasrode en 2019. - Poids : 17,7 t |       |
| No 11 - Forges de Clabecq No 1 (Brabant no 2333)          | Tubize, 1948          | Hors service (en cours de restauration complète).                  | - La locomotive a été construite pour les "Forges de Clabecq". Elle n'a pas beaucoup été utilisée et s'est retrouvé garée dans un hangar. - Lorsque le site a été démoli elle a rejoint le CFV3V. - Rachetée par l'asbl en 2021 elle est transférée par camion de Treignes à Willebroek en mars 2022. |       |

### Autorails
| Matricule                          | Constructeur et date                      | État actuel                                            | Origine et informations techniques | Photo |
| ---------------------------------- | ----------------------------------------- | ------------------------------------------------------ | --- | ----- |
| SNCB 4302 (Série 43 - Type 603.02) | Ateliers métallurgiques de Nivelles, 1954 | Hors service (en attente d'une restauration complète). | - Mis hors service par la SNCB en 1986. - Acquis par l'association en 1987. - 139 places au total (99 assises + 40 debout) en 2e classe. - 23,8 m, 52,7 t, vitesse maximum : 90 km/h. - Capacité du réservoir à gazole : 900 L. |       |
| SNCB 4614 (Série 46 - Type 554.14) | Usines Ragheno, 1953                      | Hors service (en attente d'une restauration complète). | - Mis hors service en 1986. - Il officie d'abord au Toeristische Trein Zolder, racheté ensuite par l'exploitant de la gare de Denée-Maredsous (devenue café-restaurant) où il sert de salle de consommation entre 2002 et 2016. - Acquis en 2016. - 106 places au total (71 assises + 35 debout) en 2e classe. - 16 m, 32 t, vitesse maximum : 80 km/h. - Capacité du réservoir à gazole : 320 L. |       |

### Locomotives et locotracteurs diesel
| Matricule                                          | Constructeur et date               | État actuel                                            | Origine et informations techniques | Photo |
| -------------------------------------------------- | ---------------------------------- | ------------------------------------------------------ | --- | ----- |
| Infrabel 6219 (Série 62 - Type 212.119)            | La Brugeoise et Nivelles, 1962     | Opérationnelle                                         | - D'abord en service à la SNCB pour la traction de trains de voyageurs et de marchandises, elle est transférée chez Infrabel pour la traction de trains de travaux et est retirée du service en 2018. - Elle a été prêtée (à longs terme) à l'asbl par Infrabel depuis le 18 février 2023. - Disposition des essieux : deux bogies de 2 essieux moteurs dite Bo'Bo'. - 16 m, 80 t, vitesse maximum : 120 km/h (1950 ch). - Capacité du réservoir à gazole : 4 000 L (4 m3).        |       |
| SNCB 5922 (Série 59 - Type 201.022)                | Cockeril (Liège), 1954             | Opérationnelle (depuis juin 2022).                     | - En service à la SNCB entre 1955 a 1971. - Mise hors service en 1987. - Ancienne locomotive de l'asbl «Vennbahn», à la suite de la faillite de cette dernière elle est rachetée à un ferrailleur puis est acquise par l'asbl Tubize 2069 et est entièrement restaurée sur plusieurs années. - Disposition des essieux : deux bogies de 2 essieux moteurs dite Bo'Bo'. - 16,18 m, 87,2 t, vitesse maximum : 120 km/h (1950 ch). - Capacité du réservoir à gazole : 4 000 L (4 m3). |       |
| SNCB 8228 (Série 82 - Type 262.028)                | Ateliers Belges Réunis, 1965       | Opérationnelle                                         | - Disposition C - 3 essieux accouplés par bielles. - Mise hors service en 2009. - Acquise en 2018. - 11 m, 57 t, vitesse maximum : 60 km/h. - Capacité du réservoir à gazole : 3 000 L (3 m3). |       |
| SNCB 8463 (Série 84 - Type 250.063)                | Baume & Marpent (Morlanwelz), 1959 | Hors service                                           | - Mise hors service en 2002. - Acquise en 2004. - Disposition C - 3 essieux accouplés par bielles. - 10 m, 57 t, vitesse maximum : 50 km/h. - Capacité du réservoir à gazole : 3 000 L (3 m3). |       |
| SNCB 8467 (Série 84 - Type 250.067)                | Baume & Marpent (Morlanwelz), 1954 | Hors service                                           | - Mise hors service en 2002. - Disposition C - 3 essieux accouplés par bielles. - 10 m, 57 t, vitesse maximum : 50 km/h. - Capacité du réservoir à gazole : 3 000 L (3 m3). |       |
| SNCB 8509 dite "Chicago" (Série 85 - Type 252.009) | FUF HSP, 1956                      | Opérationnelle                                         | - Mise hors service en 2002. - Acquise en 2003. - Disposition C - 3 essieux accouplés par bielles. - 10 m, 57 t, vitesse maximum : 50 km/h. - Capacité du réservoir à gazole : 3 000 L (3 m3). |       |
| SNCB 9105 (Série 91 - Type 230.005)                | Cockeril, 1978                     | Hors service                                           | - Mis hors service en 2005. - Acquis en 2017. - Disposition B - 2 essieux accouplés par bielles. - 8 m, 35 t, vitesse maximum : 20 km/h. - Capacité du réservoir à gazole : 360 L. |       |
| SNCB 9109 (Série 91 - Type 230.009)                | Cockeril, 1978                     | Hors service                                           | - Mis hors service en 2005. - Acquis en 2017. - Disposition B - 2 essieux accouplés par bielles. - 8 m, 35 t, vitesse maximum : 20 km/h. - Capacité du réservoir à gazole : 360 L. |       |
| Locotracteur "KLM"                                 | Cockeril, 1959                     | Hors service (en cours de restauration complète).      | - Acquis en 2010. - Provient de L'Arsenal de Kapellen. |       |
| Locotracteur Deutz no 4711 dit "Inge"              | Deutz, 1952                        | Hors service                                           | - Acquis en 2001. |       |
| Locotracteur Deutz no 401 dit "Patricia"           | Deutz, 1961                        | Hors service (en cours de restauration complète).      | - Acquis en 1999. |       |
| Locotracteur O&K no 201                            | Orenstein & Koppel, 1977           | Opérationnel                                           | - Acquis en 2003. |       |
| Locotracteur Deutz no 57786                        | Deutz, 1965                        | Hors service (en attente d'une restauration complète). | - Acquis en 2018. |       |

### Voitures à voyageurs et fourgons
| Matricule                                                                           | Constructeur et date                                        | État actuel                                                   | Origine et informations techniques | Photo |
| ----------------------------------------------------------------------------------- | ----------------------------------------------------------- | ------------------------------------------------------------- | --- | ----- |
| SNCB Voiture GCI - C (3e classe) - no 96.626                                        | Constructeur inconnu, ~1900                                 | Opérationnelle                                                | - 64 places assises. - 15 m, 19 t, vitesse maximum : 80 km/h. |       |
| SNCB Voiture GCI - C (3e classe) - no 96.556                                        | Chantiers de construction Allard Frères (Chatelineau), 1905 | Opérationnelle                                                | - Mise hors service en 1960. - 64 places assises. - 15 m, 19 t, vitesse maximum : 80 km/h. - Mise en prêt par musée national (Train World) depuis une date inconnue. |       |
| SNCB Voiture GCI - AB (1re/2e classe) - no 96.561                                   | Constructeur inconnu, ~1900                                 | Hors service (épave, en attente d'une restauration complète). | - 15 m, 19 t, vitesse maximum : 80 km/h. |       |
| SNCB Voiture GCI - C (3e classe) - no 94.688                                        | Constructeur inconnu, ~1900                                 | Hors service (épave, en attente d'une restauration complète). | - 64 places assises. - 15 m, 19 t, vitesse maximum : 80 km/h. |       |
| SNCB Voiture GCI - C (3e classe) - no 96.609                                        | Constructeur inconnu, ~1900                                 | Hors service (épave, en attente d'une restauration complète). | - 64 places assises. - 15 m, 19 t, vitesse maximum : 80 km/h. |       |
| SNCB Voiture GCI - D (fourgon) - no 99.878                                          | Constructeur inconnu, ~1900                                 | Hors service (épave, en attente d'une restauration complète). | - 15 m, 19 t, vitesse maximum : 80 km/h. |       |
| SNCB Voiture GCI - GV (fourgon) - no 19.141 (no 947 1761-7 ou no 30 88 94-71 761-7) | Constructeur inconnu, ~1900                                 | Hors service (épave, en attente d'une restauration complète). | - 15 m, 19 t, vitesse maximum : 100 km/h. - Don du musée national (Train World) en 2015. |       |
| SNCB Voiture L - ABD (1re/2e classe + fourgon) - no 38.009                          | Usines Ragheno, 1934                                        | Hors service (en cours de révision complète).                 | - Ex-B5P no 43.211. - Retirée du service en 1980 et reprise par l'asbl en 1986. - 39 places au total (38 assises + 1 strapontin). - 19 m, 36 t, vitesse maximum : 120 km/h. - Numéro UIC : 50 88 81-26 409-9.                                                                        |       |
| SNCB Voiture L - B10 (2e classe) - no 32.012                                        | CCC, 1933                                                   | Opérationnelle                                                | - Retirée du service en 1981. - 97 places assises. - 19 m, 37 t, vitesse maximum : 120 km/h. - Numéro UIC : 50 88 20-26 412-7. |       |
| SNCB Voiture L - A8 (1re classe) - no 31.111                                        | Usines Ragheno, 1935                                        | Hors service (en attente d'une restauration complète).        | - Ex-B8 no 32.017. - Retirée du service en 1981 et reprise par l'asbl en 1986. - 64 places assises. - 19 m, 38 t, vitesse maximum : 120 km/h. - Numéro UIC : 50 88 18-26 411-3. |       |
| SNCB Voiture L - AB (1re/2e classe) - no 33.002                                     | Ateliers de Familleureux 1933                               | Hors service (en attente d'une restauration complète).        | - Retirée du service en 1977. - 106 places assises au total (32 places en 1re et 72 en 2e classe). - 19 m, 39 t, vitesse maximum : 120 km/h. - Numéro UIC : 50 88 28-26 401-2. |       |
| SNCB Voiture L - AB (1re/2e classe) - no 39.010                                     | Ateliers de Seneffe, 1934                                   | Ferraillée (depuis des années).                               | - Retirée du service en 1980. - 106 places assises au total (32 places en 1re et 72 en 2e classe). - 19 m, 37 t, vitesse maximum : 120 km/h. - Numéro UIC : 50 88 82-26 410-6. |       |
| SNCB Voiture M1 - B (2e classe) - no 42.013                                         | Ateliers de la Dyle, 1937                                   | Ferraillée (depuis des années).                               | - Retirée du service en 1982. - 94 places assises. - 23 m, 43 t, vitesse maximum : 120 km/h. - Numéro UIC : 50 88 29-26 604-0. |       |
| SNCB Voiture K1 - A9 (1re classe) - no 21.003                                       | Baume et Marpent, 1933                                      | Opérationnelle                                                | - 70 places assises au total (64 places + 6 strapontins). - 23 m, 34 t, vitesse maximum : 140 km/h. - Mise en prêt par le musée national (Train World) depuis 2022. - Numéro UIC : 50 88 18-40 003-8.                                                                                |       |
| SNCB Voiture K3 - B (2e classe) - no 22.418                                         | Atelier Central de Malines, 1957                            | Opérationnelle                                                | - 108 places assises. - 23 m, 36 t, vitesse maximum : 140 km/h. - Voiture acquise en 2018 auprès du ZLSM (Pays-Bas). - Numéro UIC : 50 88 21-48 317-1. |       |
| SNCB Voiture K3 - B (2e classe) - no 22.476                                         | Atelier Central de Malines, 1957                            | Opérationnelle                                                | - 108 places assises. - 23 m, 36 t, vitesse maximum : 140 km/h. - Voiture acquise en 2018 auprès du ZLSM (Pays-Bas). - Numéro UIC : 50 88 21-48 375-9. |       |
| SNCB Voiture I2 - AR - R Buffet/Resto AR (1er classe + buffet) - no 11.915          | Usines Ragheno, 1952                                        | Hors service (en cours de restauration complète).             | - Voiture construite sous le numéro no 11.908. - 22 m, 32 t, vitesse maximum : 160 km/h. - Transformé en version "Buffet" en 1963. - 38 places au total (18 assises + 20 pour la partie buffet). - Achetée au PFT (et transférée) en février 2025. - Numéro UIC : 51 88 84-80 208-4. |       |
| SNCB Voiture I2 - B (2e classe) - no 12.164                                         | Usines Ragheno, 1952                                        | Hors service (en attente d'une restauration complète).        | - 48 places assises. - 22 m, 32 t, vitesse maximum : 150 km/h. - Numéro UIC : 51 88 28-80 214-1. |       |
| SNCB Voiture I5 - Bc10 (2e classe) - no 14.508                                      | La Brugeoise et Nicaise et Delcuve, 1967                    | Hors service (sert de local pour les membres de l'asbl).      | - 26 m, 48 t, vitesse maximum : 160 km/h. - Numéro UIC : 51 88 50-80 508-7. |       |
| SNCB Remorque d'autorail no 732.04 (Type 732 - RAW C6)                              | Atelier de Nivelles, 1955                                   | Hors service                                                  | - 12 m, 14 t, vitesse maximum : 90 km/h. - Ex-wagon du train de secours de Haine-Saint-Pierre. |       |
| SNCB Remorque d'autorail no 732.20 (Type 732 - RAW C6)                              | Atelier de Nivelles, 1955                                   | Hors service                                                  | - 65 places au total (58 places assises + 7 debout) en 2e classe. - 12 m, 14 t, vitesse maximum : 90 km/h. - Mise hors service en 1971. |       |
| SNCB Fourgon no 77.015                                                              | Le Roeulx, 1934                                             | Opérationnel                                                  | - 14 m, 31 t, vitesse maximum : 120 km/h. - Fourgon acquis en 2018 auprès de l'asbl ZLSM (Pays-Bas). - Numéro UIC : 50 88 92-66 905-4. |       |
| Fourgon no 16.069                                                                   | Constructeur et date inconnue.                              | Opérationnel                                                  | - Ancien wagon fourgon (à deux essieux) d'accompagnement pour les trains de marchandises. |       |

### Matériels divers
| Matricule                                                     | Constructeur et date                          | État actuel                                          | Origine et informations techniques | Photo |
| ------------------------------------------------------------- | --------------------------------------------- | ---------------------------------------------------- | --- | ----- |
| Autorail ES no 205                                            | La Brugeoise et Nivelles, 1971                | Opérationnel                                         | - Ancien autorail caténaire. |       |
| Draisine Billard                                              | Établissements Billard, 1924                  | Opérationnelle                                       | |       |
| Draisine d'inspection de Type 2 (VB) - no 205 (38.025.205.60) | AC Luttre & Ateliers Central de Malines, 1963 | Opérationnelle                                       | - Ancienne draisine d'inspection de la voie. - Acquis en 2012. - 9 m, 28 t, vitesse maximum : 77 km/h. - Capacité du réservoir à gazole : 450 L. |       |
| Draisine d'inspection de Type 4 - no 404 (38.025.404.60)      | Campagne, 1934                                | Hors service (épave).                                | - Ancienne draisine d'inspection de la voie. - Don du musée national (Train World) depuis une date inconnue. |       |
| Draisine d'inspection de Type 8 - no 803 (38.025.803.60)      | UNK, date inconnue.                           | Hors service (épave).                                | - Ancienne draisine (ou Lorry) d'inspection des voies ferrées mais aussi pour le transport des ouvriers et du matériel requis pour l'entretien des voies. - Don du musée national (Train World) depuis une date inconnue.                              |       |
| Autorail ES 409 (ex AR 4309)                                  | Ateliers métallurgiques de Nivelles, 1955     | Hors service (sert de banque d'organe pour le 4302). | - Ex autorail 4309 transformé en autorail caténaire. - 139 places au total (99 assises + 40 debout) en 2e classe. - Mis hors service en 1986. - Acquis en 1999. - 23,8 m, 52,7 t, vitesse maximum : 90 km/h. - Capacité du réservoir à gazole : 900 L. |       |

## Le "Scheldeland In Stoom" (fête annuelle de l'association)
Le "Scheldeland In Stoom" ("Pays de L'Escaut en Vapeur" en français) a lieu chaque année le 1er week-end du mois de juillet. À cette occasion l'association met en service un maximum de locomotives à vapeur (entre 2 et 4 généralement) qui assurent des trains tout au long de ce week-end spécial (les départs ont lieu en général toutes les heures). Des animations sont également proposées (à Baasrode et Puurs) en lien avec le thème choisi.